# 충암고등학교
충암고등학교(冲岩高等學校)는 대한민국 서울특별시 은평구 응암동에 있는 사립 고등학교이다.

## 학교 연혁
- 1965년 2월 1일 : 설립자 이인관 선생 충암학원 설립에 착수
- 1965년 4월 30일 : 교사 3,056평 건축
- 1965년 11월 10일 : 학교법인 충암학원 설립인가, 초대 이사장 정쟁금 여사 취임
- 1968년 1월 10일 : 12학급 (인문 6, 건축 6) 설립 인가
- 1969년 3월 2일 : 초대 교장 충암 이인관 교장 취임, 제1학년 240명으로 개교
- 1972년 2월 25일 : 제1회 졸업식 거행
- 1972년 11월 9일 : 설립자 이인관 선생 동상 제막
- 1973년 12월 20일 : 학교명을 충암고등학교로 변경 인가
- 1974년 12월 1일 : 2부 18학급 설립 인가
- 1986년 10월 29일 : 주간 45학급, 2부 36학급으로 학급 증설 인가
- 2020년 9월 1일 : 제20회 교장 이윤찬 선생 취임
- 2021년 2월 10일 : 제51회 졸업식 (총 44,788명, 금년 졸업 374명 포함)
- 2022년 5월 30일 : 윤명화 선생 충암학원 제13대 이사장 취임

## 참고 자료
- 충암고등학교 - 한국교육학술정보원 학교알리미